# Babylon (película de 2022)
Babylon es una película estadounidense de comedia dramática épica y cine histórico erótico escrita y dirigida por Damien Chazelle. La película cuenta con un elenco que incluye a Brad Pitt, Margot Robbie, Diego Calva, Jean Smart, Jovan Adepo, Li Jun Li y Tobey Maguire. Su trama narra el auge y la caída de múltiples personajes durante la transición de Hollywood del cine mudo al sonoro a finales de la década de 1920.
Chazelle comenzó a desarrollar la película en julio de 2019, y Lionsgate era el favorito para adquirir el proyecto. Posteriormente se anunció que Paramount Pictures había adquirido los derechos mundiales en noviembre de 2019. Gran parte del elenco principal se unió al proyecto entre enero de 2020 y agosto de 2021, y el rodaje se llevó a cabo en Los Ángeles de julio a octubre de 2021.
Babylon se estrenó en Los Ángeles el 15 de diciembre de 2022 y se estrenó en los Estados Unidos el 23 de diciembre de 2022, a través de Paramount Pictures. Los críticos elogiaron la cinematografía, la banda sonora y las actuaciones del elenco de la película (particularmente la de Robbie), pero estaban polarizados con su guion, contenido gráfico y tiempo de ejecución. Fue un fracaso de taquilla, pues recaudó solo $3.5 millones a nivel nacional en su primer fin de semana, con un presupuesto de $110 millones. Recibió cinco nominaciones en la 80.ª edición de los Globos de Oro, incluida la de Mejor película - Comedia o musical, premio por la Mejor banda sonora, de Justin Hurwitz, y nueve nominaciones en la 28.ª edición de los Critics' Choice Awards, incluida la de Mejor película.

## Premisa
La decadencia, la depravación y los excesos escandalosos provocan el ascenso y la caída de varios ambiciosos soñadores en el Hollywood de la década de 1920.

## Argumento
Bel Air, California, 1926.
Manuel «Manny» Torres (Diego Calva) conoce a un camionero que lo ayudará a transportar un elefante a una fiesta organizada por el ejecutivo del estudio Don Wallach (Jeff Garlin). A pesar de que al conductor le dijeron que transportaría un caballo, Manny le soborna para que lleve el elefante. Mientras suben una colina, el peso del elefante hace que el camión comience a rodar hacia abajo. Manny y su compañero intentan empujar el camión hacia arriba y el elefante defeca violentamente sobre el compañero de Manny.
Un convoy ayuda a Manny a llevar el elefante a la fiesta. Es extravagante y exagerada, con muchas mujeres desnudas o en toples y con una gran cantidad de drogas (hay personas que consumen cocaína, por ejemplo). El músico de jazz Sidney Palmer (Jovan Adepo) toca con su banda y la cantante de cabaret Lady Fay Zhu (Li Jun Li) interpreta una canción sensual para la multitud. A la fiesta llega el veterano actor Jack Conrad (Brad Pitt), cuya esposa Ina (Olivia Wilde) exige el divorcio después de que él le hable en italiano y no la tome en serio. Jack se junta con una camarera durante la fiesta. Manny también ve a una mujer joven, Nellie LaRoy (Margot Robbie), que llega y estrella su coche contra una estatua. Cuando el guardia de seguridad intenta negarle la entrada, Manny la ayuda a entrar. Lleva a Nellie a una habitación con drogas y juntos inhalan cocaína. Nellie habla de cómo ella vino de Nueva Jersey y de que tiene aspiraciones de convertirse en una estrella, mientras que Manny viene de México y quiere dejar su huella en la industria del cine. Manny se enamora rápidamente de Nellie.
Durante la fiesta, una joven actriz, llamada Jane Thornton (Phoebe Tonkin), sufre una sobredosis de drogas mientras estaba de fiesta con un hombre mayor y después de hacerle una «lluvia dorada». El jefe de Manny, Bob Levine (Flea), le ordena a él y a su compañero de trabajo que solucionen el problema. Sueltan al elefante en la fiesta, asustando a los asistentes a la fiesta, para que puedan trasladar a Jane inconsciente a través de la fiesta sin que se den cuenta. Una Nellie muy drogada y ebria se abre paso bailando entre la multitud y causa una gran impresión. A medida que la fiesta se calma, Nellie recibe una invitación para ser parte de un set de filmación ya que se suponía que Jane tendría el papel.
Bob le indica a Manny que lleve a un Jack muy borracho a su casa. A pesar de su ebriedad y una caída desde el balcón a su piscina, Jack se mantiene bien y le pide a Manny que se quede con él.
Más tarde, Jack se pone a trabajar en una película épica de cruzados. Traen a Manny para que se encargue de que los extras no realicen una huelga. Estos le persiguen hasta que coge un arma y monta a caballo para asustarlos. Los caballos destrozan todas las cámaras y el director (Spike Jonze) quiere obtener su plano final antes de que se ponga el sol. Manny conduce a una tienda de cámaras y espera más de una hora por la última cámara disponible. Con poco tiempo restante, Manny roba una ambulancia y regresa al set a tiempo para que el equipo obtenga una toma amplia de Jack besando a la protagonista, con una mariposa aterrizando sobre él para darle más estilo. Todo el mundo aplaude.
Mientras esto sucede, Nellie aparece en el set y conoce a la directora, Ruth Adler (Olivia Hamilton) y su asistente de dirección Max (P. J. Byrne). Aunque Olivia esperaba a la otra actriz «con las tetas», se conforma con Nellie. Ella está lista para interpretar un papel en una película muda del oeste donde entra a un bar y hace una exhibición ante unos hombres. La actriz principal de la película, Constance Moore (Samara Weaving), llega y es eclipsada por Nellie, quien impresiona tanto a Ruth como a un visitante de Wallach con su actuación. Un incendio cercano casi descarrila la producción, pero Ruth ordena a los cámaras que sigan grabando.

### 1927
La estrella de Nellie comienza a ascender en Hollywood, y su trabajo en la película continúa superando a Constance, quien está enojada porque es su dinero el que se destina a la película. El padre de Nellie, Robert (Eric Roberts), llega e intenta sacar provecho de su nueva fama. Mientras tanto, Jack ayuda a Manny a conseguir trabajo de asistente en películas. Jack se casa con una actriz húngara, Olga Putti (Karolina Szymczak), pero ella le dispara en el brazo después de enterarse de que la engañó.
Manny va al teatro y ve The Jazz Singer, una de las primeras películas «talkie». Llama a Jack para hacerle saber que las cosas están a punto de cambiar.

### 1928
Manny vuelve a encontrar a Nellie después de alejarla de fanáticos y fotógrafos enloquecidos. Ella le habla sobre la percepción que la gente tiene de ella y cómo trata de no dejar que eso la defina. Él la acompaña a visitar a su madre (Vanessa Bednar), quien está institucionalizada.
Nellie se pone a trabajar en una película sonora, pero el plató está demasiado caliente y la estresa, además de Ruth, ya que el mezclador de sonido Lloyd (Carson Higgins) la acosa con el volumen o el silencio de Nellie, junto con otras distracciones. Uno de los miembros del equipo ruega que lo dejen salir de la cabina de grabación porque hace demasiado calor, pero Max lo obliga a quedarse allí. Después de que el equipo finalmente obtiene una toma exitosa, todos aplauden hasta que el miembro del equipo cae muerto de la cabina por un golpe de calor.
Manny va a otra fiesta donde llega Jack con su tercera esposa, Estelle (Katherine Waterston). Sidney y su banda están tocando, mientras que Fay también es una invitada. Nellie llega cargada por un equipo de fútbol y aprovecha la oportunidad para besar a Jack frente a Estelle. Fay se toma un momento para realizar un baile sensual con Nellie, que es arruinado por un asistente a la fiesta borracho que los empuja. Cuando va al baño para refrescarse, Nellie escucha a dos hombres hablando de que ella no tiene talento y tiene una voz como un cerdo moribundo, lo que hiere sus sentimientos. Luego sale y ve a su padre hablando con otra mujer sobre luchar contra una serpiente. Nellie llama a todos y pregunta si alguien quiere ver a Robert pelear con una serpiente, a lo que la multitud responde con vítores.
Jack, Nellie, Manny, Fay, Robert y otros invitados se adentran en el desierto donde Nellie se encuentra con una serpiente de cascabel y le dice a Robert que luche contra ella. Robert se pone en posición de pelea, pero se desmaya. Nellie luego opta por luchar contra la serpiente ella misma, a pesar de las advertencias de todos los demás. Nellie agarra la serpiente, que le muerde el cuello. Después de que ella corre frenéticamente y los demás no pueden ayudarla, Fay agarra un cuchillo y decapita a la serpiente antes de succionar el veneno del cuello de Nellie. Cuando Nellie recupera la conciencia, besa apasionadamente a Fay, sin importarle que sea una mujer.
Algún tiempo después, Manny recomienda a Sidney para un trabajo en Kinoscope Studios. Bob está impresionado con el trabajo de Manny y le ofrece un puesto ejecutivo, pero le dice a Manny que necesita hacer algo con Nellie, ya que su reputación va cuesta abajo debido a sus constantes fiestas y apuestas, así como a su supuesta relación con Fay, que hace que despidan a Fay ya que Hollywood se está volviendo más puritano. Nellie escucha por casualidad el discurso de Manny a los altos mandos sobre arreglar su reputación, y la pone en contacto con la periodista de chismes Elinor St. John (Jean Smart) para arreglarla.
Sidney comienza a trabajar en Kinoscope Studios desde que las películas protagonizadas por negros están despegando. Sin embargo, se enfada e incomoda cuando Manny sugiere que se maquille la cara de negro. Deja el estudio para siempre y nunca mira hacia atrás.
Jack se entera de que su amigo cercano George Munn (Lukas Haas) mató a una mujer con la que estaba teniendo una aventura y luego se suicidó. Jack está angustiado y discute con Estelle cuando ella se refiere a su trabajo como «arte bajo».

### 1930
En este punto, Hollywood ha hecho una transición completa hacia las películas sonoras. Manny y Elinor han trabajado duro tratando de renovar la imagen de Nellie. La llevan a una fiesta con la asistencia de otros miembros de la alta sociedad y gente del cine, e intenta proyectar una imagen más elegante y sofisticada. Sin embargo, Nellie ya no puede pretender ocultar su desdén por los otros invitados y lanza una diatriba profana antes de atiborrarse de comida y salir furiosa. Segundos después, ella regresa y arroja vómitos en la alfombra y en la cara del anfitrión de la fiesta.

### 1932
Jack descubre que su carrera va en declive. Continúa trabajando para Kinoscope en películas de bajo presupuesto, pero va a un teatro y se encuentra con una audiencia que se ríe de su actuación en su última película. Jack también lee una columna escrita por Elinor después de que ella lo entrevistó sobre el desvanecimiento de su estrella, y él va a confrontarla. Ella le dice sin rodeos que su tiempo como actor ha terminado, pero él y todos los demás en su tiempo serán inmortalizados con sus películas para las generaciones futuras, por lo que puede sentirse cómodo sabiendo que han dejado su huella en la industria. Más tarde, Jack recibe una llamada del ejecutivo Irving Thalberg (Max Minghella), quien inicialmente afirma que tiene un buen proyecto para él, pero Jack sabe que sería un favor para él y que el proyecto apesta, lo que Thalberg admite.
Manny recibe la visita en su casa de una Nellie desaliñada y presa del pánico. Ella le dice que le debe $85,000 en deudas de juego a un gángster, y si no paga al final de la semana, le echarán ácido en los genitales. Manny inicialmente se niega a ayudar, pero al ver lo angustiada que está Nellie y recordar el tiempo que pasaron juntos y cuánto se preocupa por ella, decide ayudar. Acude a «The Count» (Rory Scovel), un antiguo compañero de trabajo que promovió las drogas en los platós y ahora es un aspirante a actor.
Manny y The Count van a la casa del gángster James McKay (Tobey Maguire), con la bolsa de dinero a cuestas. Cuando McKay va a buscar bebidas, The Count revela que la bolsa está llena de dinero de utilería, lo que pone a Manny extremadamente nervioso. McKay invita a los dos, junto con su matón Wilson (Ethan Suplee), a un lugar subterráneo donde se llevan a cabo actos sexuales depravados. McKay los guía para ver su atracción principal, un hombre brutal que come ratas vivas. Cuando McKay comienza a arrojar el dinero de utilería al hombre, encuentra una gota de agua y se da cuenta de que es falso. Manny agarra una maza y la clava en el cuello de Wilson, y los otros hombres los persiguen. Manny suelta un caimán encadenado y continúa corriendo con The Count, escapando por poco de los disparos.
Manny se encuentra con Nellie y la insta a unirse a él para huir a México. Junto con The Count, hacen las maletas y van a buscar gasolina. Cuando Manny comienza a bombear, Nellie entra a una fiesta y comienza a bailar. Cuando Manny insiste en que deben irse pronto, Nellie se derrumba por todos los problemas por los que ha hecho pasar a Manny, especialmente cuando él le dice cuánto la ama. Acuerdan casarse en México y comenzar una nueva vida. Un fotógrafo cercano graba a Manny y Nellie bailando mientras comparten su primer beso.
Mientras tanto, Jack está en una fiesta con su nueva novia. Se encuentra con Fay por última vez, y ella le dice que se dirige a Europa para trabajar en Pathé Studios. Se despiden y Fay mira a Jack con tristeza. Luego, Jack camina en silencio hasta su habitación de hotel y toma un arma, disparándose en la cabeza.
Manny va al apartamento de The Count para recoger sus últimas cosas, dejando a Nellie en el auto esperando por él, pero ella siente que no es buena para Manny y se aleja bailando soñadoramente en la oscuridad. Uno de los matones de McKay aparece y mata a The Count y a su compañero de cuarto. Manny ruega por su vida, incluso se orina encima, pero el matón le ordena a Manny que se vaya de Los Ángeles. Manny llega al auto y busca por un momento a Nellie, pero al ver que desapareció, se sube a su auto y huye.
Un breve montaje muestra a la gente que asiste al funeral de Jack, junto con artículos periodísticos que anuncian la muerte de Elinor a los 76 años y el hallazgo de Nellie muerta en su habitación de hotel a los 34 años por una presunta sobredosis.

### 1952
Manny regresa a Los Ángeles con su esposa e hija. Se detiene en Kinoscope Studios y habla con un guardia de seguridad, afirmando que tiene un negocio exitoso de electrodomésticos en Nueva York. Mientras la esposa y la hija regresan a su hotel, Manny va al cine a ver Cantando bajo la lluvia. Él nota muchas similitudes entre la película y su tiempo con Nellie, lo que lo hace llorar porque la extraña. Otro montaje muestra la evolución de las películas desde la época del cine mudo hasta el siglo XX, hasta películas más contemporáneas como Terminator, Parque Jurásico, 2001: Una odisea del espacio, Matrix y Avatar. Al darse cuenta de que logró su sueño de dejar su huella en la industria, Manny sonríe entre lágrimas.

## Reparto
- Diego Calva como Manuel «Manny» Torres
- Margot Robbie como Nellie LaRoy[3]
- Brad Pitt como Jack Conrad[3]
- Li Jun Li como Lady Fay Zhu[3]
- Jovan Adepo como Sidney Palmer[4]
- Jean Smart como Elinor St. John[3]
- P. J. Byrne
- Lukas Haas como George Munn[5]
- Olivia Hamilton como Ruth Adler
- Tobey Maguire como James McKay[3]
- Max Minghella como Irving Thalberg[6]
- Rory Scovel como El Conde
- Katherine Waterston como Ruth Arzner[7]
- Flea como Bob Levine[8]
- Jeff Garlin como Don Wallach
- Eric Roberts como Robert, el padre de Nellie
- Ethan Suplee
- Samara Weaving[9] como Constance Moore
- Olivia Wilde como Ina, primera esposa de Jack
- Spike Jonze
- Damon Gupton
- Phoebe Tonkin como Jane Thornton
- Chloe Fineman como Marion Davies
- Troy Metcalf
- Telvin Griffin como Reginald[10]
- Kaia Gerber

## Producción

### Desarrollo
En julio de 2019 se anunció que el siguiente proyecto de Damien Chazelle sería un drama de época ambientado en el edad dorada de Hollywood y que Lionsgate film era la principal candidata para desarrollar el proyecto, que contaría con Emma Stone y Brad Pitt como pareja protagonista. En noviembre de ese mismo año, Paramount Pictures adquirió los derechos mundiales del proyecto, con Stone y Pitt aún como candidatos principales. Pitt que confirmó su participación en enero de 2020, describió que la película estaba ambientada en la transición del cine mudo al sonoro y en el que él interpretaría un personaje inspirado en el actor y director John Gilbert. En diciembre de 2020, Stone abandonó la producción por conflictos de agenda y Margot Robbie fue la elegida para sustituirla y Li Jun Li también fue contratada. Robbie fue confirmada en marzo de 2021, incorporándose también Jovan Adepo y Diego Calva. En junio de ese mismo año se hizo pública la participación también de Katherine Waterston, Max Minghella, Flea, Samara Weaving, Rory Scovel, Lukas Haas, Eric Roberts, P. J. Byrne, Damon Gupton, Olivia Wilde, Spike Jonze, Phoebe Tonkin y Tobey Maguire (quuien también participó como productor ejecutivo), y en julio se incorporó Jean Smart.[cita requerida]

### Filmación
El rodaje iba a tener lugar en California a mediados de 2020, tras conseguir un crédito fiscal estatal. Sin embargo, se pospuso debido a la pandemia de COVID-19 y, en su lugar, se empezó a rodar el 1 de julio de 2021. El rodaje finalizó el 21 de octubre de 2021.[cita requerida]

### Música
Justin Hurwitz, colaborador frecuente de Chazelle, compuso la partitura de la película. Dos pistas de la partitura, «Call Me Manny» y «Voodoo Mama», se lanzaron digitalmente el 10 de noviembre de 2022, y la última pista se usó para subrayar el primer tráiler de la película. El álbum de la banda sonora fue lanzado por Interscope Records el 9 de diciembre de 2022.

## Estreno
Babylon se proyectó por primera vez para la crítica y la industria el 14 de noviembre de 2022 en el Samuel Goldwyn Theatre de Los Ángeles y en la ciudad de Nueva York al día siguiente. Fue estrenada el 23 de diciembre de 2022. La película estaba inicialmente programada para un estreno limitado el 25 de diciembre de 2021 y un estreno general el 7 de enero de 2022, pero luego se retrasó un año entero, con un estreno limitado el 25 de diciembre de 2022 y un estreno general el 6 de enero de 2023, debido a la pandemia de COVID-19. En octubre, la película se trasladó dos días antes a la fecha actual y, en cambio, se programó para un estreno exclusivamente amplio.

## Recepción

### Crítica
Babylon recibió reseñas generalmente mixtas a positivas de parte de la crítica y de la audiencia. En el sitio web especializado Rotten Tomatoes, la película posee una aprobación de 57%, basada en 364 reseñas, con una calificación de 6.2/10 y con un consenso crítico que dice: «La abrumadora majestuosidad de Babylon es agotadora, pero al igual que la industria a la que honra, su ostentación y glamour bien interpretados y bien elaborados a menudo pueden ser una distracción efectiva». De parte de la audiencia tiene una aprobación de 68%, basada en más de 5000 votos, con una calificación de 3.7/5.
El sitio web Metacritic le dio a la película una puntuación de 61 de 100, basada en 63 reseñas, indicando «reseñas generalmente favorables». Las audiencias encuestadas por CinemaScore le otorgaron a la película una «C+» en una escala de A+ a F, mientras que en el sitio IMDb los usuarios le asignaron una calificación de 7.1/10, sobre la base de más de 153 000 votos. En la página web FilmAffinity la cinta tiene una calificación de 7.0/10, basada en 18 720 votos.

### Premios y nominaciones
| Premio                                              | Fecha                   | Categoría                                      | Nominado(s)                                                    | Resultado | Ref.   |
| --------------------------------------------------- | ----------------------- | ---------------------------------------------- | -------------------------------------------------------------- | --------- | ------ |
| Asociación de Críticos de Cine de Chicago           | 14 de diciembre de 2022 | Mejor fotografía                               | Linus Sandgren                                                 | Nominado  | [ 21 ] |
| Asociación de Críticos de Cine de Chicago           | 14 de diciembre de 2022 | Mejor montaje                                  | Tom Cross                                                      | Nominado  | [ 21 ] |
| Asociación de Críticos de Cine de Chicago           | 14 de diciembre de 2022 | Mejor banda sonora                             | Justin Hurwitz                                                 | Ganador   | [ 21 ] |
| Asociación de Críticos de Cine de Chicago           | 14 de diciembre de 2022 | Mejor diseño de vestuario                      | Mary Zophres                                                   | Nominada  | [ 21 ] |
| Asociación de Críticos de Cine de Chicago           | 14 de diciembre de 2022 | Mejor dirección de arte/diseño de producción   | Babylon                                                        | Nominada  | [ 21 ] |
| Asociación de Críticos de Cine de San Luis          | 18 de diciembre de 2022 | Mejor banda sonora                             | Justin Hurwitz                                                 | Nominado  | [ 22 ] |
| Asociación de Críticos de Cine de Dallas-Fort Worth | 19 de diciembre de 2022 | Mejor película                                 | Babylon                                                        | Nominada  | [ 23 ] |
| Florida Film Critics Circle                         | 22 de diciembre de 2022 | Mejor banda sonora                             | Justin Hurwitz                                                 | Ganador   | [ 24 ] |
| Florida Film Critics Circle                         | 22 de diciembre de 2022 | Mejor dirección de arte/diseño de producción   | Babylon                                                        | Ganadora  | [ 24 ] |
| Florida Film Critics Circle                         | 22 de diciembre de 2022 | Mejor reparto                                  | Babylon                                                        | Pendiente | [ 24 ] |
| Premios Globo de Oro                                | 10 de enero de 2023     | Mejor película - Comedia o musical             | Babylon                                                        | Nominada  | [ 25 ] |
| Premios Globo de Oro                                | 10 de enero de 2023     | Mejor actor - Comedia o musical                | Diego Calva                                                    | Nominado  | [ 25 ] |
| Premios Globo de Oro                                | 10 de enero de 2023     | Mejor actriz - Comedia o musical               | Margot Robbie                                                  | Nominada  | [ 25 ] |
| Premios Globo de Oro                                | 10 de enero de 2023     | Mejor actor de reparto                         | Brad Pitt                                                      | Nominado  | [ 25 ] |
| Premios Globo de Oro                                | 10 de enero de 2023     | Mejor banda sonora                             | Justin Hurwitz                                                 | Ganador   | [ 25 ] |
| Premios de la Crítica Cinematográfica               | 15 de enero de 2023     | Mejor película                                 | Babylon                                                        | Nominado  | [ 26 ] |
| Premios de la Crítica Cinematográfica               | 15 de enero de 2023     | Mejor director                                 | Damien Chazelle                                                | Nominado  | [ 26 ] |
| Premios de la Crítica Cinematográfica               | 15 de enero de 2023     | Mejor actriz                                   | Margot Robbie                                                  | Nominado  | [ 26 ] |
| Premios de la Crítica Cinematográfica               | 15 de enero de 2023     | Mejor fotografía                               | Linus Sandgren                                                 | Nominado  | [ 26 ] |
| Premios de la Crítica Cinematográfica               | 15 de enero de 2023     | Mejor montaje                                  | Tom Cross                                                      | Nominado  | [ 26 ] |
| Premios de la Crítica Cinematográfica               | 15 de enero de 2023     | Mejor diseño de vestuario                      | Mary Zophres                                                   | Nominado  | [ 26 ] |
| Premios de la Crítica Cinematográfica               | 15 de enero de 2023     | Mejor diseño de producción                     | Florencia Martin y Anthony Carlino                             | Ganador   | [ 26 ] |
| Premios de la Crítica Cinematográfica               | 15 de enero de 2023     | Mejor banda sonora                             | Justin Hurwitz                                                 | Nominado  | [ 26 ] |
| Premios de la Crítica Cinematográfica               | 15 de enero de 2023     | Mejor maquillaje                               | Babylon                                                        | Nominado  | [ 26 ] |
| Premios Satellite                                   | 11 de febrero de 2023   | Mejor actor - Musical o Comedia                | Diego Calva                                                    | Pendiente | [ 27 ] |
| Premios Satellite                                   | 11 de febrero de 2023   | Mejor actriz - Musical o Comedia               | Margot Robbie                                                  | Pendiente | [ 27 ] |
| Premios Satellite                                   | 11 de febrero de 2023   | Mejor actriz de reparto                        | Jean Smart                                                     | Pendiente | [ 27 ] |
| Premios Satellite                                   | 11 de febrero de 2023   | Mejor dirección de arte y diseño de producción | Florencia Martin & Anthony Carlino                             | Pendiente | [ 27 ] |
| Premios Satellite                                   | 11 de febrero de 2023   | Mejor diseño de vestuario                      | Mary Zophres                                                   | Pendiente | [ 27 ] |
| Premios Satellite                                   | 11 de febrero de 2023   | Mejor banda sonora                             | Justin Hurwitz                                                 | Pendiente | [ 27 ] |
| Premios Satellite                                   | 11 de febrero de 2023   | Mejor sonido                                   | Steve Morrow, Ai-Ling Lee, Mildred Iatrou Morgan & Andy Nelson | Pendiente | [ 27 ] |
| Premios Satellite                                   | 11 de febrero de 2023   | Mejores efectos visuales                       | Jay Cooper, Elia Popov, Kevin Martel, Ebrahim Jahromi          | Pendiente | [ 27 ] |
| Hollywood Critics Association Creative Arts Awards  | 17 de febrero de 2023   | Mejor diseño de vestuario                      | Mary Zophres                                                   | Pendiente | [ 28 ] |
| Hollywood Critics Association Creative Arts Awards  | 17 de febrero de 2023   | Mejor diseño de producción                     | Florencia Martin y Anthony Carlino                             | Pendiente | [ 28 ] |
| Hollywood Critics Association Creative Arts Awards  | 17 de febrero de 2023   | Mejor banda sonora                             | Justin Hurwitz                                                 | Pendiente | [ 28 ] |
| Premios de la Asociación de Críticos de Hollywood   | 24 de febrero de 2023   | Mejor reparto                                  | Babylon                                                        | Pendiente | [ 29 ] |
| Premios AACTA                                       | 24 de febrero de 2023   | Mejor actriz                                   | Margot Robbie                                                  | Pendiente | [ 30 ] |
| Premios AACTA                                       | 24 de febrero de 2023   | Mejor actor de reparto                         | Brad Pitt                                                      | Pendiente | [ 30 ] |
| Premios AACTA                                       | 24 de febrero de 2023   | Mejor actriz de reparto                        | Jean Smart                                                     | Pendiente | [ 30 ] |